# Kanton Semur-en-Auxois
Kanton Semur-en-Auxois (francouzsky Canton de Semur-en-Auxois) je francouzský kanton v departementu Côte-d'Or v regionu Burgundsko. Tvoří ho 29 obcí.

## Obce kantonu
- Bard-lès-Époisses
- Charigny
- Chassey
- Corrombles
- Corsaint
- Courcelles-Frémoy
- Courcelles-lès-Semur
- Époisses
- Flée
- Forléans
- Genay
- Jeux-lès-Bard
- Juilly
- Lantilly
- Magny-la-Ville
- Massingy-lès-Semur
- Millery
- Montberthault
- Montigny-sur-Armançon
- Pont-et-Massène
- Saint-Euphrône
- Semur-en-Auxois
- Souhey
- Torcy-et-Pouligny
- Toutry
- Vic-de-Chassenay
- Vieux-Château
- Villars-et-Villenotte
- Villeneuve-sous-Charigny